# Хімік (зупинний пункт)
Хі́мік — пасажирська зупинна залізнична платформа Лиманської дирекції Донецької залізниці.
Розташована на півночі м. Авдіївка, Покровський район (поблизу Авдіївського коксохіму), Донецької області на лінії Ясинувата-Пасажирська — Покровськ між станціями Авдіївка (2 км) та Очеретине (12 км).
Станом на початок 2016 р. через платформу слідують приміські електропоїзди, проте не зупиняються.